# Аб'ян (мухафаза)
Аб'ян (араб. أبين) — одна з 21 мухафази Ємену.
- Площа становить 21939 км ².
- Адміністративний центр - місто Зинджибар.

## Історія
З XV століття і до 1967 року територія мухафази Аб'ян входила до складу султанату Фадлі.
31 березня 2011 року агентство новин «Аль-Баваба» повідомило про те, що «Аль-Каїда» оголосила Аб'ян «Ісламським еміратом», встановивши контроль над регіоном. «The New York Times» оголосила, що захоплення території дійсно мало місце, проте бойовики не були членами «Аль-Каїди». У результаті спроб єменського уряду повернути собі контроль над регіоном розгорілася Битва за Занджибар. У травні 2012  року урядові війська відновили контроль над регіоном..

## Географія
Розташована на південному заході центральної частини країни, межує з мухафазами: Шабва (на сході і північному сході), Ель-Бейда (на півночі) і Лахдж (на заході). На півдні омивається водами Аденської затоки. На заході протікає річка Бана, що бере початок в мухафазі Ель-Бейда і впадає в Аденську затоку. В мухафазі розташовано кілька пересихаючих річок (ваді) і на півночі обриви. На північному заході розташовані гори: Тамар (2512 м) і Адаран (2507 м).

## Мудірії мухафази Аб'ян
- мудірія Ахвар
- мудірія Al Mahfad
- мудірія Al Wade'a
- мудірія Jayshan
- мудірія Khanfir
- мудірія Lawdar
- мудірія Mudiyah
- мудірія Rasad
- мудірія Sarar
- мудірія Sibah
- мудірія Зинджибар

## Населення
За даними на 2013 рік чисельність населення становить 523 132 осіб.
Динаміка чисельності населення мухафази по роках:
| 1988    | 1994    | 2004    | 2013    |
| ------- | ------- | ------- | ------- |
| 279 200 | 342 628 | 438 656 | 523 132 |

## Транспорт
Траса, яка з'єднує Аден і Ель-Мукалла, проходить через наступні міста мухафази: Зинджибар, Шукра, Ель-Хумайша. Інші міста з'єднані другорядними дорогами. У місті Лаудар розташований аеропорт місцевого сполучення.

## Економіка
На береговій лінії сільське господарство представлено вирощуванням зернових і технічних культур, а також м'ясо-молочним тваринництвом. Далі на північ поширене кочове тваринництво.